# Castle
Castle es una serie de televisión estadounidense de comedia dramática, crimen y misterio, que se emitió en la cadena ABC por un total de ocho temporadas desde el 9 de marzo de 2009 al 16 de mayo de 2016. La serie fue producida conjuntamente por Beacon Pictures y ABC Studios.
Creada por Andrew W. Marlowe, narra principalmente las vidas de Richard Castle (Nathan Fillion), un escritor de novelas de misterio exitosas, y Kate Beckett (Stana Katic), una inspectora de homicidios, mientras resuelven varios crímenes inusuales en la ciudad de Nueva York. La inspectora Beckett se enfurece inicialmente ante la idea de trabajar con un escritor y hace todo lo posible para mantenerlo fuera de su camino. Sin embargo, los dos pronto comienzan a desarrollar sentimientos el uno por el otro. La trama general de la serie se centró en el romance entre los dos personajes principales y su investigación en curso sobre el asesinato de la madre de Beckett.
El 12 de mayo de 2016 se anunció que, a pesar de que algunos miembros del elenco habían firmado contratos por un año para una posible novena temporada, la serie se canceló.

## Argumento
Cuando el escritor de novelas de misterio Richard Castle (Nathan Fillion) se queda sin inspiración, esta parece volver a llamar a su puerta cuando un presunto asesino en serie imita los asesinatos de sus novelas. Colaborando en este primer caso con la detective Kate Beckett (Stana Katic), encuentra en ella la inspiración para una nueva serie de libros (Nikki Heat) y decide acompañarla en sus nuevos casos, aunque Beckett va obligada al principio por el capitán Roy Mongomery (Ruben Santiago-Hudson). La trama gira en torno a los distintos casos que van resolviendo y como evoluciona la relación entre ellos y los demás policías de la comisaría, Javier Espósito (Jon Huertas), Kevin Ryan (Seamus Dever) y Lanie Parish, la forense (Tamala Jones).

## Elenco y personajes
| Actor                 | Personaje                                      | Temporadas | Temporadas | Temporadas | Temporadas | Temporadas | Temporadas | Temporadas | Temporadas | Temporadas |
| Actor                 | Personaje                                      | 1          | 2          | 3          | 4          | 5          | 6          | 7          | 8          |            |
| --------------------- | ---------------------------------------------- | ---------- | ---------- | ---------- | ---------- | ---------- | ---------- | ---------- | ---------- | ---------- |
| Nathan Fillion        | Richard Edgar Castle Richard Alexander Rodgers | Principal  | Principal  | Principal  | Principal  | Principal  | Principal  | Principal  | Principal  |            |
| Stana Katic           | Kate Beckett                                   | Principal  | Principal  | Principal  | Principal  | Principal  | Principal  | Principal  | Principal  |            |
| Susan Sullivan        | Martha Rodgers                                 | Principal  | Principal  | Principal  | Principal  | Principal  | Principal  | Principal  | Principal  |            |
| Jon Huertas           | Javier Espósito                                | Principal  | Principal  | Principal  | Principal  | Principal  | Principal  | Principal  | Principal  |            |
| Seamus Dever          | Kevin Ryan                                     | Principal  | Principal  | Principal  | Principal  | Principal  | Principal  | Principal  | Principal  |            |
| Tamala Jones          | Lanie Parish                                   | Principal  | Principal  | Principal  | Principal  | Principal  | Principal  | Principal  | Principal  |            |
| Molly C. Quinn        | Alexis Castle                                  | Principal  | Principal  | Principal  | Principal  | Principal  | Principal  | Principal  | Principal  |            |
| Ruben Santiago-Hudson | Roy Montgomery                                 | Principal  | Principal  | Principal  |            |            |            |            |            |            |
| Penny Johnson Jerald  | Victoria Gates                                 |            |            |            | Principal  | Principal  | Principal  | Principal  |            |            |
| Toks Olagundoye       | Hayley Shipton                                 |            |            |            |            |            |            |            | Principal  |            |

### Descripción de los personajes

#### Principales
- Richard Castle (Nathan  Fillion), cuyo nombre real es Richard Alexander Rodgers, aunque lo cambió más tarde por Richard Edgar Castle. Famoso escritor de superventas que, después de matar a su personaje principal, se queda sin inspiración. Cuando un asesino empieza a imitar a los crímenes de sus novelas, el escritor colabora con la división de policía capitaneada por Beckett, a la que persigue durante todos sus casos. Su madre, una antigua actriz de Broadway, vive con él y con su hija adolescente Alexis. A pesar de tener un comportamiento infantil e incluso un poco irresponsable, resulta una pieza clave a la hora de resolver los misterios que envuelven los asesinatos, gracias a sus novelas de ficción y misterio. Sus novelas sobre la serie son dieciséis pero la más destacada es In a Hail of Bullets, la cual escribió cuando todavía estaba en la Universidad y gracias a la que recibió el prestigioso premio Tom Straw de Literatura de Misterio de la sociedad Nom De Plume. Castle se hace detective privado, cosa que a Beckett no le hace gracia, porque colabora en sus mismos misterios. Este, cuando Beckett se marcha de casa para dejarlos a salvo, se dedica a buscarla por todos los rincones poniendo en riesgo su vida.

- Katherine Beckett (Stana Katic): Katherine Houghton Beckett es inspectora de la policía de la Comisaría 12 en Nueva York. Tras ser elegida por Richard Castle como su musa, se ve obligada a aceptar que la "siga" y que observe su trabajo para la documentación de su próximo libro Ola de calor como el personaje principal, Nikki Heat. Es fan del escritor, algo que intenta esconder delante del resto para evitar ser objeto de burla. En cuanto a su personalidad, es deportista, tenaz y adicta al trabajo. Siempre busca la verdad y hacer justicia. Se hizo policía para descubrir al asesino de su madre, Johanna Beckett. A lo largo de la serie se puede ver como evoluciona su relación con Castle, de quien acaba enamorándose y casándose al principio de la temporada 7. Al principio de la temporada 8, se convierte en la nueva capitana de la comisaría.
- Javier Espósito (Jon Huertas): Policía subordinado de Beckett y amigo de Ryan. Espósito disfruta viendo cómo Castle consigue sacar a Beckett de sus casillas. Procede de la Comisaría 54.ª, junto con Tom Demming (un agente que hace apariciones esporádicas en la segunda temporada) y el capitán Roy Mongomery. Antes de estar en la policía neoyorquina trabajó en el Ejército. Empieza a interesarse por una nueva forense llamada Lanie. Se conocen y al poco tiempo comienzan a salir juntos.

- Kevin Ryan (Seamus Dever): Policía subordinado de Beckett, amigo de Esposito y Castle. Se casa con Jenny Ryan, con la que al poco tiempo tiene su primer hijo. En la última temporada Jenny vuelve a estar embarazada. Había trabajado como infiltrado en la mafia irlandesa en varias ocasiones y en narcóticos antes de ingresar en la Comisaría 12ª.

- Alexis Castle (Molly C. Quinn): Hija adolescente de Castle y de Meredith, resulta ser bastante madura y responsable para su edad. Ha trabajado en la morgue ayudando a Lanie como becaria. Sus problemas personales suelen verse reflejados en los casos que investigan su padre y Kate. Alexis, cuando su padre se hace investigador privado, trabaja con él para encontrar a Beckett.

- Martha Rodgers (Susan Sullivan): Madre de Castle y abuela de Alexis. Es una antigua actriz de Broadway y ayuda a su hijo a criar a su nieta mientras vive una vida social muy ajetreada. Un antiguo novio, Chet, le deja una herencia de un millón de dólares, que ella utiliza para abrir una academia de interpretación para actores y actrices.

- Lanie Parish (Tamala Jones): Médica forense que colabora con la policía. Es amiga cercana de Beckett. Mantenía una relación con Espósito, pero después de cortar quedaron varias veces y se rumorea que podrían volver a estar juntos.

- Roy Mongomery (Ruben Santiago-Hudson): Antiguo jefe de policía del distrito 12 del Departamento de Policía de Nueva York. Tiene una gran afinidad por Beckett. Muere asesinado al final de la temporada 3.

- Victoria Gates (Penny Johnson Jerald): Es la nueva jefa de la 12ª comisaría, a partir de la cuarta temporada. Es muy estricta y desea que la llamen "señor" en lugar de "señora".

- Hayley Shipton (Toks Olagundoye): Una sagaz e inteligente exagente de la Policía Metropolitana de Londres que ahora trabaja como especialista y consultora de seguridad, además de ser aliada de Castle.

#### Secundarios
- Dr. Sidney Perlmutter (Arye Gross): Médico forense que colabora en algunos de los casos de Beckett y que no esconde su antipatía por Castle.

- Jim Beckett (Scott Paulin): Padre de Beckett y marido de Johanna. Es abogado como su difunta esposa, y tras la muerte de esta, cae en una depresión que le lleva a sufrir problemas de alcoholismo que en la actualidad ya ha superado.

- Johanna Beckett: Madre de Beckett y mujer de Jim. Era abogada y fue asesinada al involucrarse en un caso de corrupción y secuestros por dinero. Dicho suceso impulsa a su hija a convertirse en detective de homicidios y así descubrir al responsable.

- Tory Ellis (Maya Stojan): Agente experta en tecnología de la policía que colabora con Beckett.

- Jenny Ryan (Juliana Dever): Mujer de Kevin Ryan y madre de su hija. En la última temporada se menciona que esta otra vez embarazada.

- Meredith (Darby Stanchfield): Madre de Alexis y exmujer de Castle. Durante las primeras temporadas mantiene relaciones esporádicas con Castle.

- Gina Cowell (Monet Mazur): Segunda exmujer de Castle y su editora.

- Will Sorenson (Bailey Chase): Agente del FBI y exnovio de Beckett.

- Inspector Tom Demming (Michael Trucco): Inspector de robos por quien Beckett se interesa.

- Dr. Josh Davidson (Victor Webster): Cirujano cardiovascular y exnovio de Beckett.

- Jerry Tyson (3XK) (Michael Mosley): Asesino en serie meticuloso que regresa a Nueva York cada varios años.

- William Bracken (Jack Coleman): Senador del Estado de Nueva York corrupto, carismático y popular que espera ser presidente de Estados Unidos.

- Mr. Smith (Geoff Pierson): Amigo del Capitán Montgomery que mantiene al asesino de la madre de Beckett alejado de ella.

- Dr. Carver Burke (Michael Dorn): Siquiatra de Beckett que la ayuda a superar su intento de asesinato.

- Vulcan Simmons (Jonathan Adams): Despiadado camello de Manhattan.

- Juez Markway (Dan Castellaneta): Juez que firma las órdenes para Beckett y uno de los jugadores de póker con Castle.

- Dr. Holloway (Phil LaMarr): Siquiatra que evalúa a sospechosos.

- Ashley (Kenny Baumann): Novio longevo de Alexis

- Pi (Myko Olivier): Novio de Alexis (al comienzo de la temporada seis).

- Agente Rachel McCord (Lisa Edelstein): Compañera de Beckett mientras trabaja para la Oficina del Fiscal general.

- Dr Kelly Nieman (Annie Wersching): Respetada cirujana plástica con una vida secreta como la codelincuente de Jerry Tyson.

- Henry Jenkins (Matt Letscher): Impostor supuestamente con la CIA que participa en la desaparición de Castle.

- Vikram Singh (Sunkrish Bala): Analista de la Oficina del Fiscal general en Washington D. C., donde Beckett trabaja. Más tarde trabaja para el Departamento de Policía de Nueva York

- Caleb Brown (Kristoffer Polaha): Abogado de oficio idealista que tiene conexión con la conspiración de LokSat.

- Jackson Hunt (James Brolin): Operativo de la División de Actividades Especiales para la CIA y padre de Castle

## Recepción
En marzo de 2009, la serie obtuvo en Metacritic una puntuación de 53 puntos sobre 100 basada en 22 análisis de la crítica especializada; mientras, la del público, basada en 180 valoraciones, le daba una puntuación global de 9,3 sobre 10. En IMDb la serie obtiene una puntuación del público de 8,3 sobre 10 basada en la votación de cerca de 22.000 usuarios.
Hasta esa fecha, ha obtenido 14 candidaturas en diferentes premios y categorías ganando 7. Ha destacado en 4 candidaturas a los Emmys (Primetime). Además, ha tenido 5 candidaturas en los People's Choice Awards, habiendo ganado tres años consecutivos el premio de Mejor drama criminal en televisión.

## Temporadas
| Temporada | Temporada | Episodios | Episodios | Emisión original         | Emisión original   |
| Temporada | Temporada | Episodios | Episodios | Primera emisión          | Última emisión     |
| --------- | --------- | --------- | --------- | ------------------------ | ------------------ |
|           | 1         | 10        | 10        | 9 de marzo de 2009       | 11 de mayo de 2009 |
|           | 2         | 24        | 24        | 21 de septiembre de 2009 | 17 de mayo de 2010 |
|           | 3         | 24        | 24        | 20 de septiembre de 2010 | 16 de mayo de 2011 |
|           | 4         | 23        | 23        | 19 de septiembre de 2011 | 7 de mayo de 2012  |
|           | 5         | 24        | 24        | 24 de septiembre de 2012 | 13 de mayo de 2013 |
|           | 6         | 23        | 23        | 23 de septiembre de 2013 | 12 de mayo de 2014 |
|           | 7         | 23        | 23        | 29 de septiembre de 2014 | 11 de mayo de 2015 |
|           | 8         | 22        | 22        | 21 de septiembre de 2015 | 16 de mayo de 2016 |

## Reparto de voz
| Personaje           | Actor original (Estados Unidos) | Actor de doblaje (España)     | Actor de doblaje (México)    |
| ------------------- | ------------------------------- | ----------------------------- | ---------------------------- |
| Richard Castle      | Nathan Fillion                  | Iván Muelas                   | René García                  |
| Kate Beckett        | Stana Katic                     | Emma Jiménez                  | Xóchitl Ugarte               |
| Javier Esposito     | Jon Huertas                     | David Hernán                  | Dan Osorio                   |
| Kevin Ryan          | Seamus Dever                    | Juan Antonio Sáinz De La Maza | Noé Velázquez                |
| Alexis Castle       | Molly C. Quinn                  | Guiomar Alburquerque Durán    | Jessica Ángeles              |
| Martha Rodgers      | Susan Sullivan                  | Lucía Esteban                 | Magda Giner                  |
| Lanie Parish        | Tamala Jones                    | Ana Jiménez                   | Carla Medina                 |
| Roy Montgomery      | Ruben Santiago-Hudson           | Gabriel Jiménez               | Mario Arvizu                 |
| Victoria Gates      | Penny Johnson Jerald            | Yolanda Pérez Segoviano       | Gabriela Mitchel             |
| Jenny O'Malley-Ryan | Juliana Dever                   | Elena Palacios                | ?                            |
| Director de doblaje | -                               | Carlos Ysbert                 | Luis Daniel Ramírez          |
| Traductor           | -                               | Kenneth Post                  | Carolina Fierro              |
| Estudio de doblaje  | -                               | SDI Media                     | Diseño en Audio S.A. de C.V. |

## Premios y nominaciones
| Año  | Premio                                   | Categoría                                                                    | Nominados                            | Resultado |
| ---- | ---------------------------------------- | ---------------------------------------------------------------------------- | ------------------------------------ | --------- |
| 2009 | Premios Emmy                             | Mejor Música para una Serie                                                  | Castle / " Flores para tu tumba"     | Nominado  |
| 2009 | Premios Satellite                        | Mejor Actor en una Serie - Drama                                             | Nathan Fillion                       | Nominado  |
| 2009 | Premios Satellite                        | Mejor Actriz en una Serie - Drama                                            | Stana Katic                          | Nominada  |
| 2010 | Premios Emmy                             | Mejor Peluquería para una Serie Monocámara                                   | Castle / " Fin de Semana Vampírico"  | Nominado  |
| 2010 | Premios Emmy                             | Mejor Maquillaje para una Serie Monocámara                                   | Castle / " Fin de Semana Vampírico"  | Nominado  |
| 2010 | Premios Emmy                             | Mejor Maquillaje Protésico para una Serie, Miniserie, Película o un especial | Castle / " Fin de Semana Vampírico"  | Nominado  |
| 2010 | Golden Reel Awards                       | Mejor Edición de Sonido - Música en Televisión                               | Castle / " Últimas Palabras Famosas" | Nominado  |
| 2010 | Golden Reel Awards                       | Mejor Edición de Sonido - Televisión episódica                               | Amber Funk                           | Nominada  |
| 2010 | Premios Shorty                           | Entretenimiento                                                              | Castle                               | Nominado  |
| 2010 | Premios Shorty                           | Entretenimiento                                                              | WriteRCastle                         | Nominado  |
| 2010 | Premios Shorty                           | Celebridad                                                                   | Nathan Fillion                       | Ganador   |
| 2011 | TV Guide Magazine's Fan Favorites Awards | Mejor Pareja Que Debería                                                     | Nathan Fillion y Stana Katic         | Ganadores |
| 2011 | TV Guide Magazine's Fan Favorites Awards | Serie de Drama Favorita                                                      | Castle                               | Ganador   |
| 2011 | Shorty Awards                            | Mejor Actor                                                                  | Nathan Fillion                       | Nominado  |
| 2011 | Shorty Awards                            | Escritor                                                                     | Richard Castle                       | Nominado  |
| 2011 | Shorty Awards                            | Mejor Actriz                                                                 | Stana Katic                          | Ganadora  |
| 2012 | People's Choice Awards                   | Crimen dramático favorito                                                    | Castle                               | Ganador   |
| 2012 | People's Choice Awards                   | Actor de Drama Favorito                                                      | Nathan Fillion                       | Ganador   |
| 2012 | PRISM Awards                             | Actuación en un episodio dramático                                           | Stana Katic y Jon Huertas            | Ganadores |
| 2012 | PRISM Awards                             | Episodio de una Serie dramática - Salud Mental                               | Castle / " Disparo Mortal"           | Ganador   |
| 2012 | TV Guide Magazine's Fan Favorites Awards | Pareja Favorita                                                              | Nathan Fillion y Stana Katic         | Ganadores |
| 2012 | Premios Shorty                           | Serie de Televisión                                                          | Castle                               | Nominado  |
| 2012 | Premios Shorty                           | Mejor Actriz                                                                 | Stana Katic                          | Nominada  |
| 2012 | Premios Shorty                           | Mejor Actor                                                                  | Nathan Fillion                       | Ganador   |
| 2012 | Premios Shorty                           | Fashion                                                                      | Luke Reichle                         | Ganador   |
| 2012 | ALMA Award                               | Actor de reparto favorito en un Drama                                        | Jon Huertas                          | Ganador   |
| 2013 | People's Choice Awards                   | Crimen dramático favorito                                                    | Castle                               | Ganador   |
| 2013 | People's Choice Awards                   | Actor de Drama Favorito                                                      | Nathan Fillion                       | Ganador   |
| 2013 | People's Choice Awards                   | Actriz de Drama Favorita                                                     | Stana Katic                          | Nominada  |
| 2013 | Golden Reel Award                        | Mejor Edición de Sonido - Música en Televisión                               | Castle / " La Mariposa Azul"         | Nominado  |
| 2013 | TV Guide Magazine's Fan Favorites Awards | Pareja Favorita                                                              | Nathan Fillion y Stana Katic         | Ganadores |
| 2013 | Imagen Awards                            | Mejor Programa de Televisión de Primetime                                    | Castle                               | Ganador   |
| 2013 | Imagen Awards                            | Mejor Actor                                                                  | Jon Huertas                          | Ganador   |
| 2014 | People's Choice Awards                   | Crimen dramático favorito                                                    | Castle                               | Ganador   |
| 2014 | People's Choice Awards                   | Actriz de Drama Favorita                                                     | Stana Katic                          | Ganadora  |
| 2014 | People's Choice Awards                   | Bromance Favorito                                                            | Kevin Ryan y Javier Esposito         | Nominados |
| 2014 | People's Choice Awards                   | Química en Pantalla Favorita                                                 | Richard Castle and Kate Beckett      | Nominados |
| 2014 | TV Guide Magazine's Fan Favorites Awards | Mejor Actriz                                                                 | Stana Katic                          | Ganadora  |
| 2014 | TV Guide Magazine's Fan Favorites Awards | Mejor Actor                                                                  | Nathan Fillion                       | Ganador   |
| 2015 | People's Choice Awards                   | Crimen dramático favorito                                                    | Castle                               | Ganador   |
| 2015 | People's Choice Awards                   | Actor de Drama Favorito                                                      | Nathan Fillion                       | Ganador   |
| 2015 | People's Choice Awards                   | Actriz de Drama Favorita                                                     | Stana Katic                          | Ganadora  |
| 2015 | People's Choice Awards                   | Dúo Favorito                                                                 | Nathan Fillion y Stana Katic         | Nominados |
| 2015 | Imagen Awards                            | Mejor Programa de Televisión de Primetime - Drama                            | Castle                               | Nominado  |
| 2015 | Teen Choice Awards                       | Choice TV Show: Drama                                                        | Castle                               | Nominado  |
| 2015 | Teen Choice Awards                       | Choice TV Actor: Drama                                                       | Nathan Fillion                       | Nominado  |
| 2015 | People's Choice Awards                   | Crimen dramático favorito                                                    | Castle                               | Nominado  |
| 2015 | People's Choice Awards                   | Actor de Drama Favorito                                                      | Nathan Fillion                       | Ganador   |
| 2015 | People's Choice Awards                   | Actriz de Drama Favorita                                                     | Stana Katic                          | Ganadora  |